# Аљате (Монца и Бријанца)
Аљате (итал. Agliate) је насеље у Италији у округу Монца и Бријанца, региону Ломбардија.
Према процени из 2011. у насељу је живело 867 становника. Насеље се налази на надморској висини од 219 м.